# John Twelve Hawks
John Twelve Hawks ist das Pseudonym eines (nach eigener Aussage) US-amerikanischen Schriftstellers. Sein angebliches Erstlingswerk ist der 2005 in englischer und 2006 in deutscher Sprache erschienene Roman Traveler. Von den angekündigten Fortsetzungsromanen der Trilogie ist Band 2, The Dark River, im Juli 2007 auf Englisch und im Juni 2008 auf Deutsch erschienen. Der dritte Band der Reihe erschien mit dem Titel The Golden City am 8. September 2009 in den USA. In der deutschen Übersetzung heißt der letzte Teil Traveler – Das Finale und wurde am 20. September 2010 veröffentlicht.
Details über Hawks sind so gut wie nicht bekannt, alle öffentlichen Informationen entstammen seinen eigenen Aussagen. In einem Interview mit dem Magazin der Süddeutschen Zeitung erläutert er, zwar gebürtiger Amerikaner zu sein, keinesfalls aber ein Indianer, was in Anbetracht seines Pseudonyms vermutet wurde. Außerdem verrät er in dem Interview: „Ich bin so alt, dass ich in den 1970er Jahren noch die DDR kennengelernt habe, die Angst der Menschen, ständig beobachtet zu werden, hat mich stark beeindruckt.“
Er hält den Kontakt zu seinen Verlegern über ein nicht zu ortendes Satellitentelefon. Am Anfang der englischen Hörbuchausgabe seines Buchs spricht eine elektronisch verzerrte Stimme die Worte „Hier ist John Twelve Hawks“, und nach einigen Erläuterungen über seine Beweggründe, das Buch zu schreiben: „Ich lebe außerhalb des Rasters.“